# كيكي لين
كياندرا «كيكي» لين (مواليد 10 ديسمبر 1991)  هي ممثلة أمريكية. اشتهرت بأدوارها البطولية في أفلام مثل الدراما الرومانسية لو استطاع شارع بيل التحدث (2018)، والدراما Native Son (2019)،  وفيلم الحركة الخارق الحرس القديم (2020).

## حياتها المبكرة
لين من سينسيناتي بولاية أوهايو. حصلت على بكالوريوس الفنون الجميلة في التمثيل من مدرسة المسرح في جامعة ديبول في عام 2014.

## فيلموغرافيا
| عام        | عنوان                           | وظيفة       | ملاحظات |
| ---------- | ------------------------------- | ----------- | --- |
| 2015       | الموثوقية                       | أوليفيا     | فيلم قصير |
| 2016       | شيكاغو ميد                      | إيمي مايلز  | الحلقة: "Soul Care" |
| 2018       | إذا كان بإمكان بيل ستريت التحدث | أنهار تيش   | Nominated- جائزة Alliance of Women Film Journalists لأفضل أداء اختراق </br> تم ترشيحه - جائزة Gotham المستقلة للأفلام عن أفضل ممثل </br> تم ترشيحه - جائزة جمعية نقاد السينما في منطقة واشنطن العاصمة لأفضل فرقة |
| 2019       | الابن الأصلي                    | بيسي        | |
| 2019       | الدولة الأسيرة                  | كاري        | |
| 2019       | الفتاة المذهلة                  | Adut        | فيلم قصير |
| 2020       | الحرس القديم                    | نايل فريمان | |
| 2021       | القادمة 2 أمريكا                | ميكا جوفر   | مرحلة ما بعد الإنتاج |
| يُعلن لاحقًا | لا تقلق حبيبي                   | مارجريت     | التصوير |

## روابط خارجية
- كيكي لين في قاعدة بيانات الأفلام على الإنترنت